# Dekanat Wrocław Śródmieście
Dekanat Wrocław Śródmieście – jeden z 33 dekanatów w rzymskokatolickiej archidiecezji wrocławskiej.
W skład dekanatu wchodzi 10 parafii:
- Parafia Bożego Ciała → Wrocław
- Parafia Chrystusa Króla → Wrocław
- Parafia św. Elżbiety → Wrocław
- Parafia św. Ignacego Loyoli → Wrocław
- Parafia św. Karola Boromeusza → Wrocław
- parafia św. Klemensa Dworzaka  → Wrocław
- Parafia św. Maurycego → Wrocław
- Parafia św. Mikołaja → Wrocław
- Parafia św. Stanisława, św. Doroty i św. Wacława → Wrocław
- Parafia św. Augustyna → Wrocław